# Jena (fumetto)
La Jena è una  serie a fumetti di genere nero italiano nata sulla scia del successo di Diabolik; venne pubblicata in Italia dalle Edizioni Cervinia in formato tascabile dal 1966 al 1969.

## Trama
La protagonista è una ladra cinica e spietata armata di un mitragliatore col quale uccide le sue vittime. Sempre camuffata con una maschera, inizialmente è vestita solo con un bikini che poi cambierà con una calzamaglia.

## Storia editoriale
La serie esordì nel settembre 1966 e venne pubblicata fino ad agosto 1969 dalle Edizioni Cervinia con periodicità mensile con un formato leggermente più grande del solito tascabile tipico del genere. La serie venne creata da Alfredo Saio e Andreina Repetto e disegnata da Giancarlo Tenenti, Pietro Gamba, Eros Kara e Aldi, Pini Segna, Adriano Busletta e Camillo Zuffi mentre le copertine vennero realizzate da Amerigo Arrigoni. Un episodio a puntate del personaggio, scritto da Saio e disegnato da Giancarlo Tenenti, venne pubblicato in appendice alla serie "Astrella" sempre pubblicato delle Edizioni Cervinia. 
Vennero pubblicati 34 volumi, tutti sceneggiati da Alfredo Saio e Andreina Repetto, editi da settembre 1966 ad agosto 1969.

### Elenco episodi
| n. | Titolo                         | Disegni                         |
| -- | ------------------------------ | ------------------------------- |
| 1  | "Letto insanguinato"           | Giancarlo Tenenti               |
| 2  | "La femmina infernale"         | Giancarlo Tenenti               |
| 3  | "Sete di sangue"               | Giancarlo Tenenti               |
| 4  | "Schiavi della morte"          | Pietro Gamba                    |
| 5  | "La belva umana"               | Giancarlo Tenenti               |
| 6  | "Labbra che uccidono"          | Giancarlo Tenenti/ Pietro Gamba |
| 7  | "I cadaveri non tradiscono"    | Eros Kara e Aldi                |
| 8  | "Colei che io ucciderò"        | Eros Kara e Aldi                |
| 9  | "Frequenza e morte"            | Pietro Gamba                    |
| 10 | "La notte della vendetta"      | Eros Kara e Aldi                |
| 11 | "L'altra faccia della morte"   | Eros Kara e Aldi                |
| 12 | "L'ombra del boia"             | Eros Kara e Aldi                |
| 13 | "La vipera tatuata"            | Giancarlo Tenenti/ Pietro Gamba |
| 14 | "La donna e il mostro"         | Pini Segna                      |
| 15 | "La morte negli occhi"         | Pini Segna                      |
| 16 | "Uccidete la Jena"             | Adriano Busletta                |
| 17 | "Ho amato una belva"           | Pini Segna                      |
| 18 | "Nato per morire"              | Adriano Busletta                |
| 19 | "Scacco alla regina"           | Adriano Busletta                |
| 20 | "D'amore si muore"             | Giancarlo Tenenti               |
| 21 | "L'atroce vendetta della Jena" | Camillo Zuffi                   |
| 22 | "L'inferno delle vergini"      | Camillo Zuffi                   |
| 23 | "Jena ti ucciderò"             | Camillo Zuffi                   |
| 24 | "La vedova nera"               | Camillo Zuffi                   |
| 25 | "Il diamante maledetto"        | Camillo Zuffi                   |
| 26 | "L'infame ricatto"             | Camillo Zuffi                   |
| 27 | "La nave di fuoco"             | Camillo Zuffi                   |
| 28 | "La sanguinaria"               | Camillo Zuffi                   |
| 29 | "Colui che mi vendicherà"      | Camillo Zuffi                   |
| 30 | "L'ora della vendetta"         | Camillo Zuffi                   |
| 31 | "Più forte dell'amore"         | Camillo Zuffi                   |
| 32 | "Il terrore dilaga"            | Camillo Zuffi                   |
| 33 | "Il patto di sangue"           | Camillo Zuffi                   |
| 34 | "Uccidete Mister Flanagan"     | Camillo Zuffi                   |